# فيديريكو برادا
فيديريكو برادا (بالإسبانية: Federico Prada)‏ هو لاعب كرة قدم أرجنتيني في مركز الوسط، ولد في 23 فبراير 1993 في بوينس آيرس في الأرجنتين. لعب مع نادي إلدينسي.

## وصلات خارجية
- فيديريكو برادا على موقع قاعدة بيانات كرة القدم.إي يو (الإنجليزية)
- فيديريكو برادا على موقع Soccerway.com (الإنجليزية)